# Duceci
Duceci (en llatí Ducetius, en grec antic Δουκέτιος) fou rei dels sículs, una tribu nativa de l'interior de Sicília. Diodor de Sicília li dona el títol de rei, i diu que va tenir una descendència il·lustre.
Després de l'expulsió de la família de Geló I de Siracusa, Duceci va unificar les tribus dels sículs en una nació i va lluitar contra Càtana (actual Catània) d'on va expulsar els colons enviats a la ciutat per Hieró I de Siracusa, que llavors es van establir a Inessa a la que van reanomenar Etna, ciutat que també va ser ocupada després per Duceci.
Va fundar una nova capital dels sículs que va anomenar Palica a la plana propera a Menes per tal d'unificar l'exercici de la seva política. Va organitzar un atac a una ciutat pròxima a Acragant, que va provocar la guerra d'aquesta ciutat i de Siracusa, que junts el van derrotar en una gran batalla. Els seus seguidors es van dispersar.
Duceci, en veure's abandonat i amb por que el traïssin, es va entregar als siracusans com a suplicant i demanant gràcia. No el van matar, i el van enviar exiliat a Corint. Allí al cap d'un temps va reunir un bon nombre de colons i amb ells va tornar a Sicília i va fundar la ciutat de Calacte al nord de l'illa. Preparava altra vegada unir totes les ciutats i tribus dels sículs, però abans d'aconseguir-ho es va morir, segurament l'any 440 aC.